# Mollavao (Pontevedra)
Mollavao é um bairro na cidade de Pontevedra (Espanha), na sua zona sudoeste, ao lado da Ria de Pontevedra. Tem principalmente uma função residencial.

## Localização
O bairro de Mollavao está localizado no sudoeste da cidade de Pontevedra. É delimitado a noroeste pela Avenida de Marín e pelo Passeio Marítimo de Pontevedra, a norte pela Rua Manuel del Palacio, a oeste pela Rua Estrigueiras e pela AP-9 e a sul pela Rua Mollavao. 
O bairro está dividido longitudinalmente no centro pela Rua Rosalía de Castro e a sua extensão em direcção a Marim, a estrada PO-546.

## História
A antiga enseada arenosa onde Mollavao está localizado é a origem do bairro actual. O nome Mollavao vem de molle (cais) e vao (local de descarga). Mollavao teve origem como zona portuária no Império Romano, servindo como porto periférico de Pontevedra. A primeira menção conhecida, como Mollia Vada, é de um documento de 1220. Em 1595, já estava descrito num plano conservado no Arquivo Geral de Simancas como um lugar notável na ria de Pontevedra.
Na primeira metade do século XVIII, a Capela dos Santos foi construída em estilo barroco em Mollavao. A sua construção foi ordenada em 1737 por Juan De Marzoa para ser dedicada a São Francisco (cuja estátua de pedra estava num nicho na fachada) e foi concluída em 1741. Era um templo barroco de inspiração portuguesa, rodeado por colunas coroadas de estátuas de santos (S. Tiago, S. José, S. João, S. Pedro, S. Miguel, S. António, S. Martinho, S. Lobo, a Virgem Maria e o Anjo da Guarda). Em meados do século XIX, foi abandonado e os seus elementos arquitectónicos e estátuas foram deslocados para outros locais, incluindo os cemitérios de Salcedo e São Mauro e a capela de São Brás 
Em meados do século XIX, as ligações globais entre a cidade e outras cidades foram melhoradas e entre 1847 e 1851, foram construídas a Rua da Oliva e a actual Rua Rosalía de Castro, cuja extensão como estrada ligava a cidade a Marim através de Mollavao.
A fábrica de sabão Fabril Gallega de Jabones foi instalada no bairro de Mollavao em 1938, no actual número 126 da Rua Rosalía de Castro. O edifício foi projectado pelo arquitecto municipal Emilio Quiroga Losada e permaneceu em actividade até 1944, quando o seu proprietário faleceu. Produzia tudo, desde produtos de lavandaria a sabonetes de banho e de toucador. Entre os mais famosos estavam os sabonetes com sais de San Justo.
Em 1944, foram expropriados terrenos na área para a construção de habitações para oficiais da Marinha que trabalhavam na Escola Naval Militar. Em Mollavao, em ambos os lados da Rua Rosalía de Castro, foram construídas casas para este fim, rodeadas de zonas verdes e jardins.
A 19 de Maio de 1947, foi aprovado o projecto de construção de uma estrada ao longo da ria de Pontevedra entre Pontevedra e o bairro de Placeres, na freguesia de Lourizán. As obras desta estrada, que começaram em 1949 e foram concluídas em 1955, modificaram também a enseada de Mollavao, enchendo-a completamente de terra. Em 1969, a estrada foi concluída com quatro faixas de tráfego e foi aberta como uma estrada de quatro faixas a 8 de Agosto de 1969.
Em 1948, os primeiros inquilinos começaram a mudar-se para as habitações sociais constituídas por pequenas casas coloridas à volta da Praça Benito Vicetto.
Em 1953, a escola privada Juan Sebastián Elcano (pertencente ao Ministério da Defesa) foi construída no bairro, na Rua Rosalía de Castro, junto às habitações militares da Marinha, e começou a funcionar em 1954.
Em 26 de Setembro de 1985, foi inaugurado o edifício do centro de saúde policlínico Casa do Mar, no bairro de Mollavao, com um total de 89 médicos especialistas.
Em 21 de Dezembro de 1989, iniciou-se a construção da ponte da auto-estrada AP-9, a ponte da Ria, e o percurso da auto-estrada através do sul e oeste da cidade, que atravessa o bairro de Mollavao num viaduto e foi aberta em 25 de Março de 1992. Esta auto-estrada alterou completamente o aspecto da zona.
No futuro, há planos para construir uma rua larga que ligue a Rua Rosalía de Castro à Avenida Marín no antigo local do circo, a fim de melhorar a mobilidade na zona.

## Planeamento urbano
O bairro é uma zona residencial de média a baixa densidade com alguns estabelecimentos comerciais. Concentra-se em torno da rua central Rosalía de Castro e da estrada PO-546 que liga Pontevedra e Marim e passa pelo Paço de Lourizán, situado a 2,5 quilómetros do bairro. No seu lado sudoeste, o bairro faz fronteira com a ria de Pontevedra e o Passeio Marítimo de Pontevedra, que tem um miradouro sobre a ria.
Mollavao é delimitado na parte mais próxima do centro da cidade, na Rua Rosalía de Castro, pelas casas construídas em meados do século XX para oficiais da Marinha e por edifícios de diferentes alturas, e na zona em redor da estrada PO-546 pela presença de casas dispersas.
A zona tem um parque infantil sob o viaduto da AP-9  e um parque de educação para o trânsito. O parque infantil da Fonte Santa está também localizado em Mollavao.

## Instalações

### Centros de saúde
O principal centro de saúde do bairro é o centro de saúde policlínico "Casa do Mar", que faz parte do Centro Hospitalar Universitário de Pontevedra e é um centro médico de referência para muitos dos habitantes de Pontevedra.

### Escolas
Mollavao é o lar da escola privada Juan Sebastián Elcano, que pertence ao Ministério da Defesa.

### Desporto e lazer
- Por baixo da ponte da auto-estrada AP-9 encontra-se o parque de educação de tráfego da Câmara Municipal de Pontevedra.[22]
- Até Outubro de 2022, a associação cultural e sala de concertos Liceo Mutante estava localizada no bairro.[24]

## Galeria

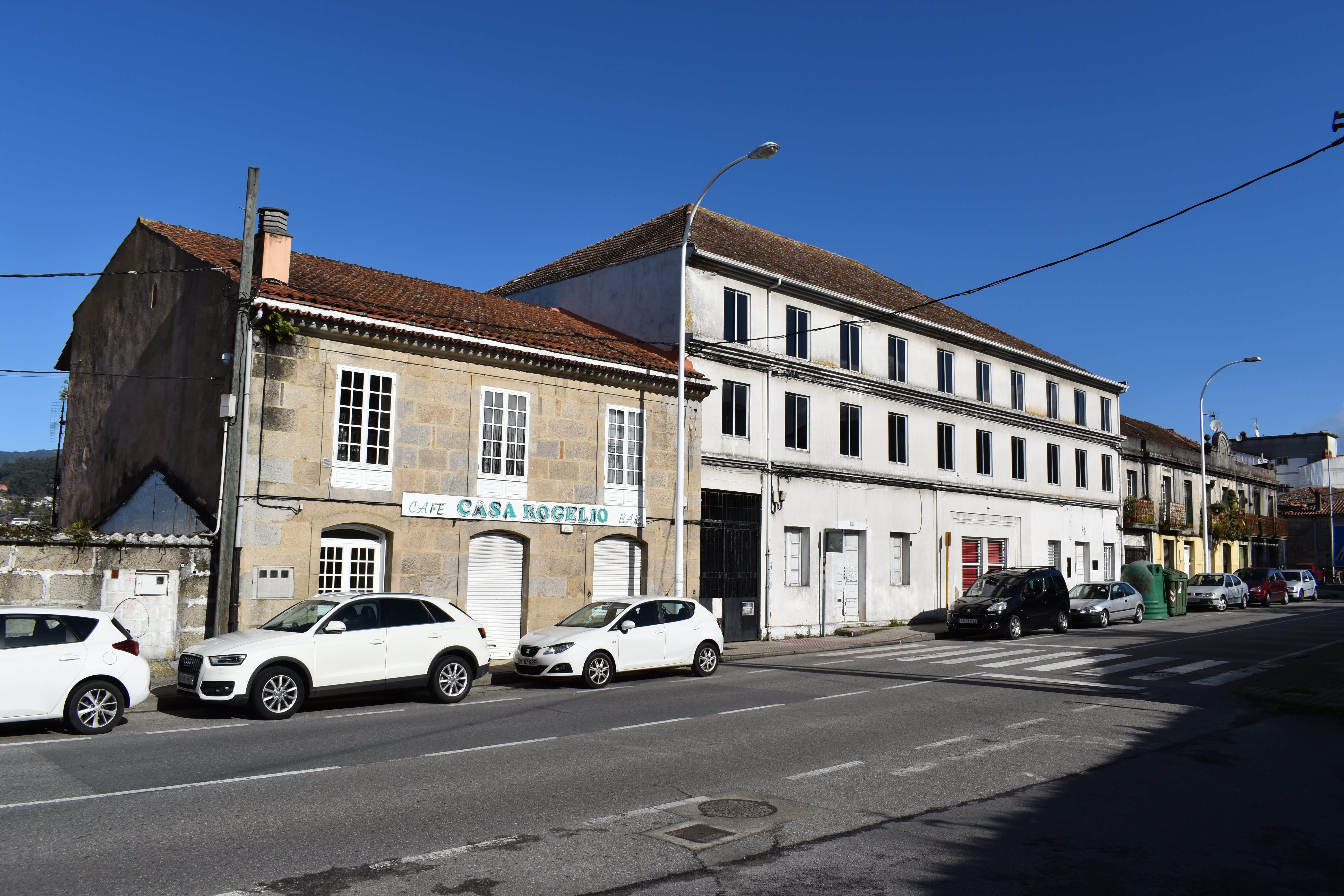
Rua Rosalía de Castro
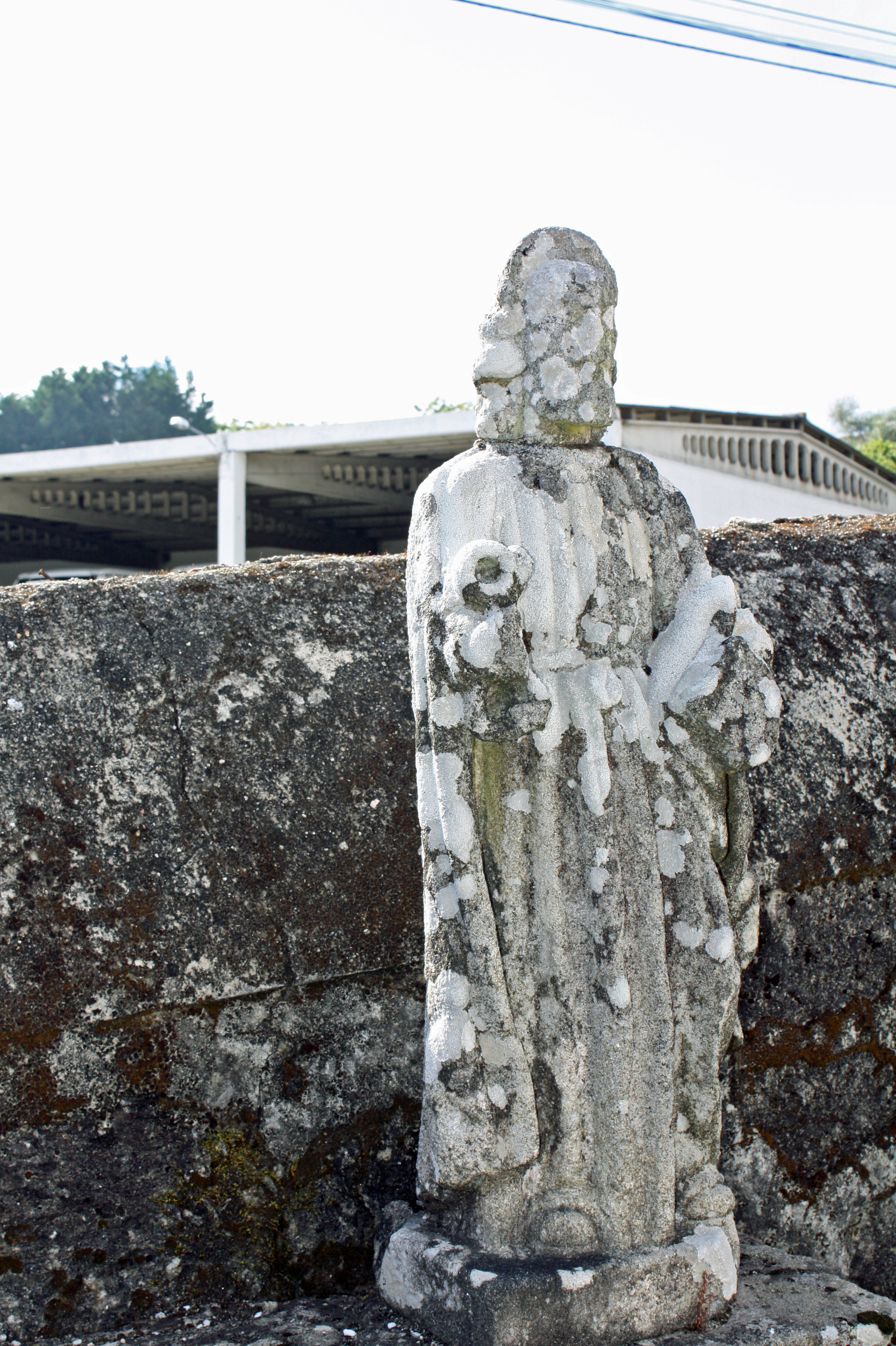
Estátua de São Martinho que fazia parte da antiga Capela dos Santos
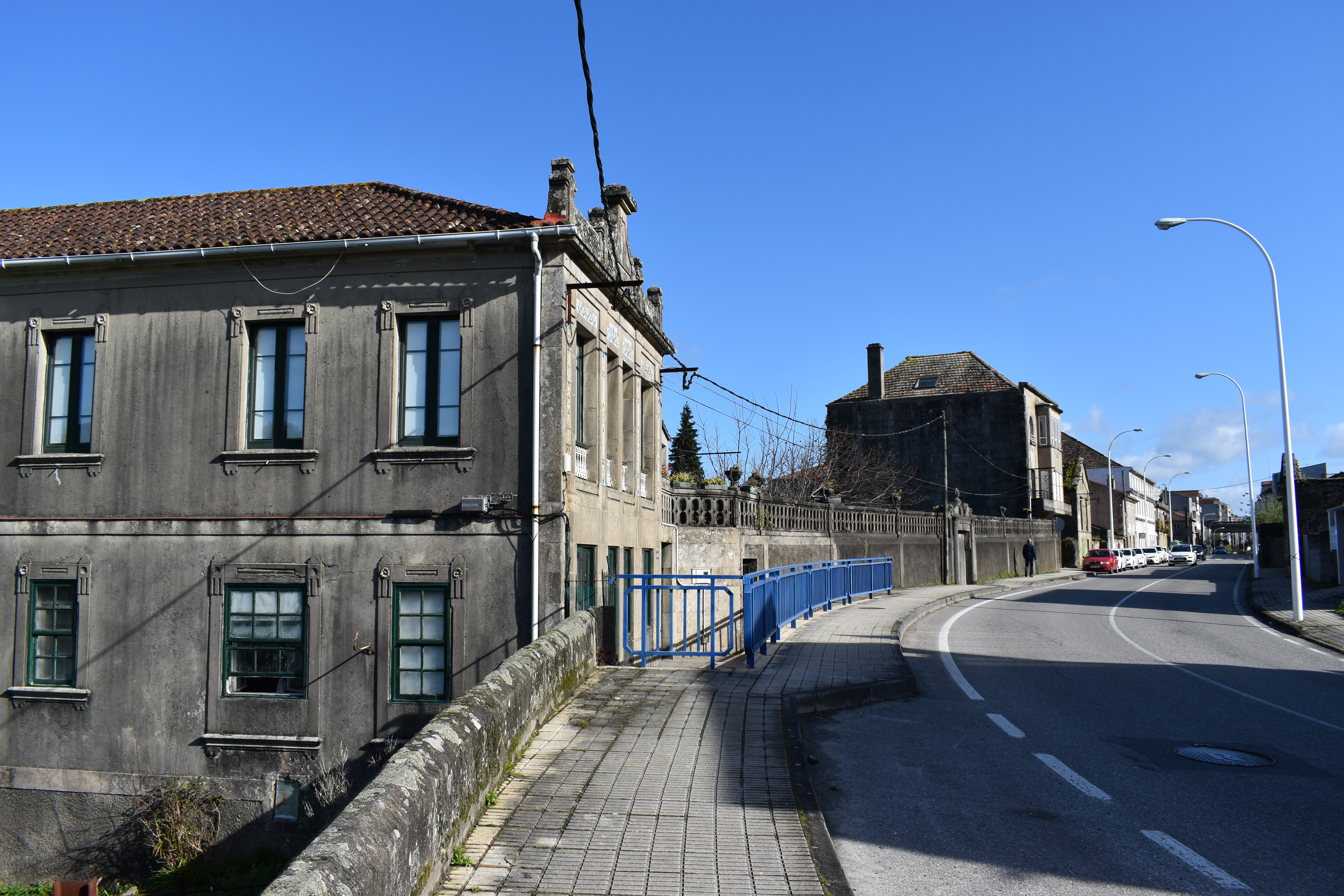
Estrada PO-546 através de Mollavao
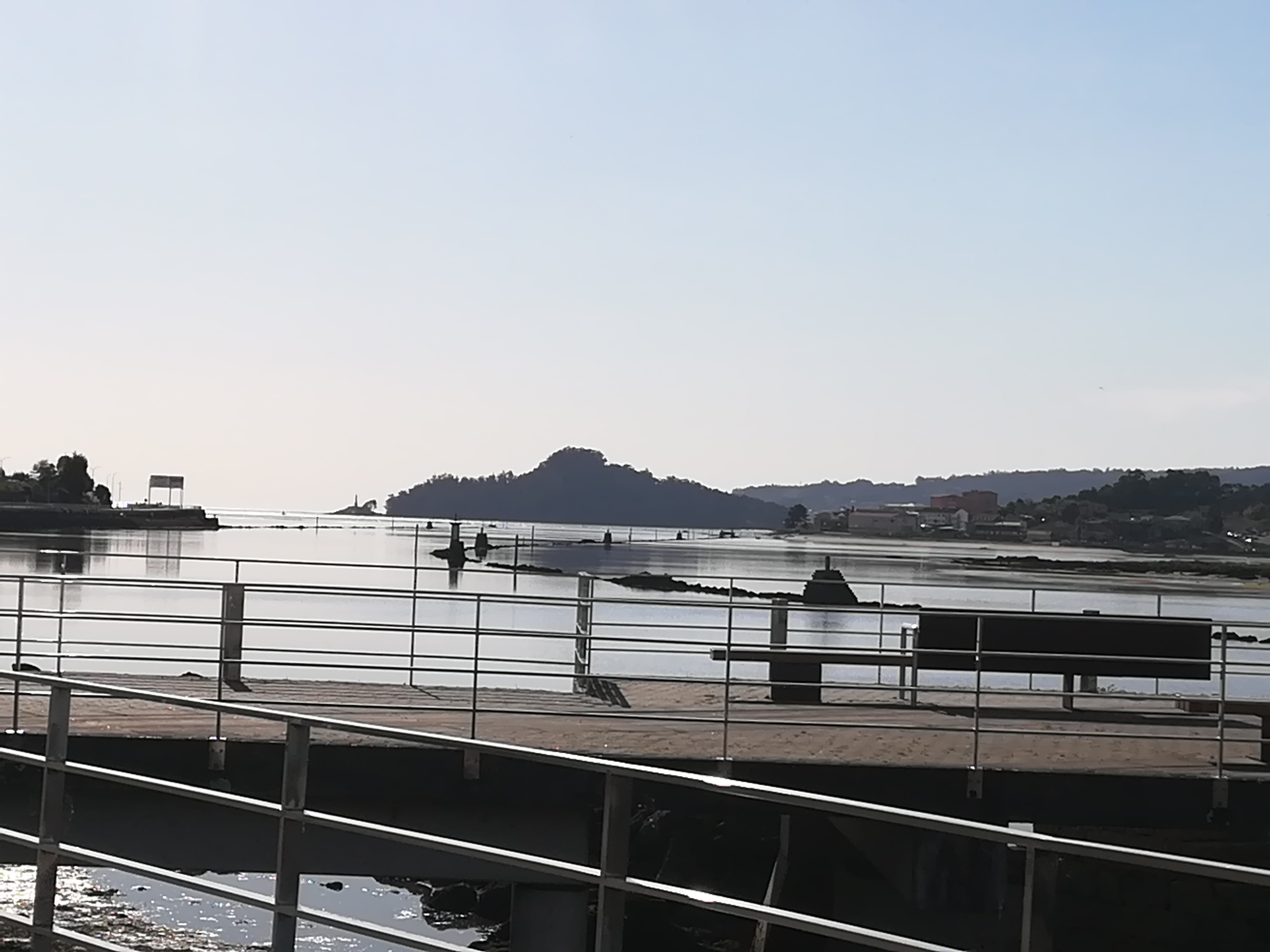
Miradouro sobre a ria de Pontevedra
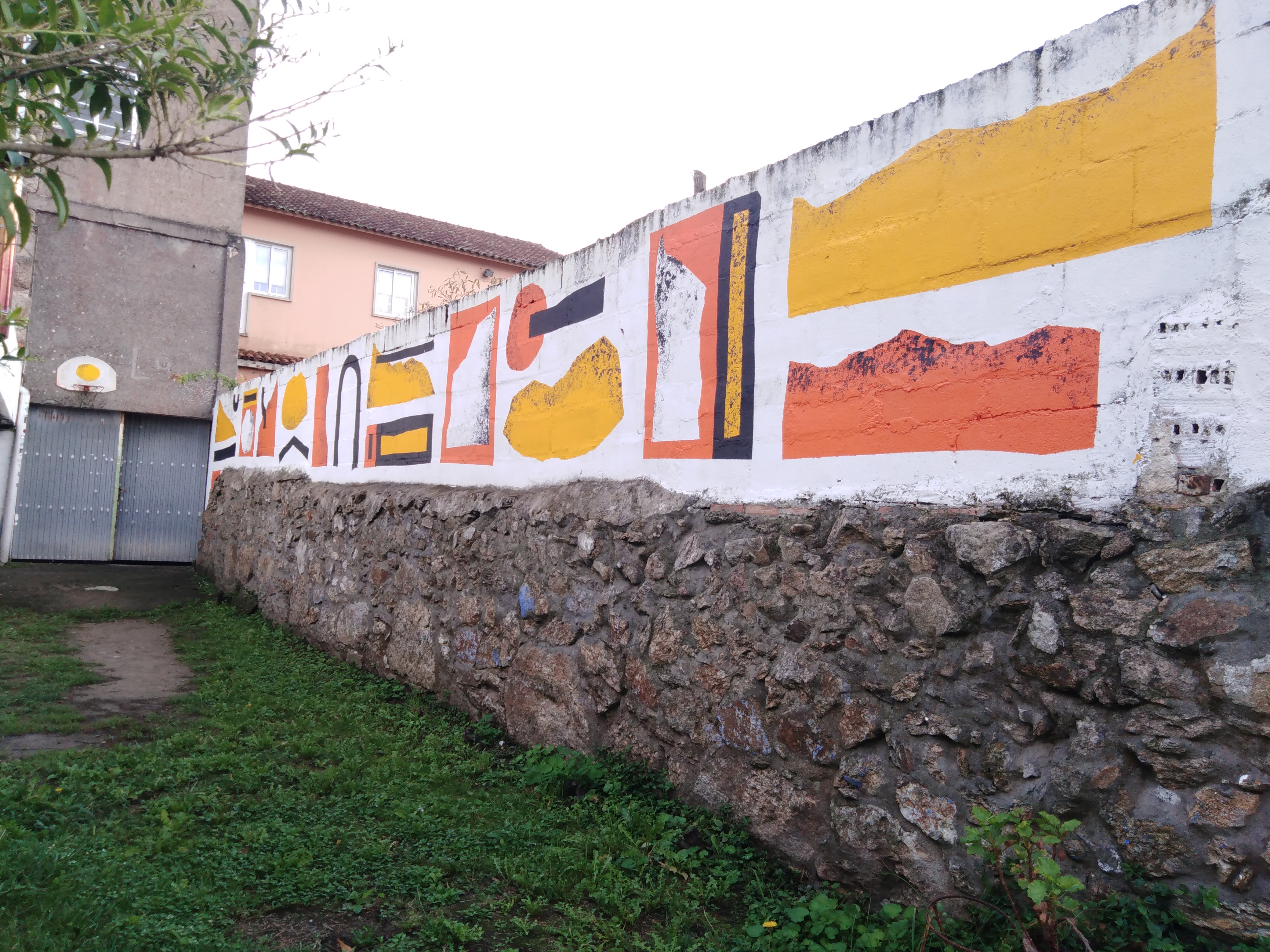
Liceo Mutante em Mollavao
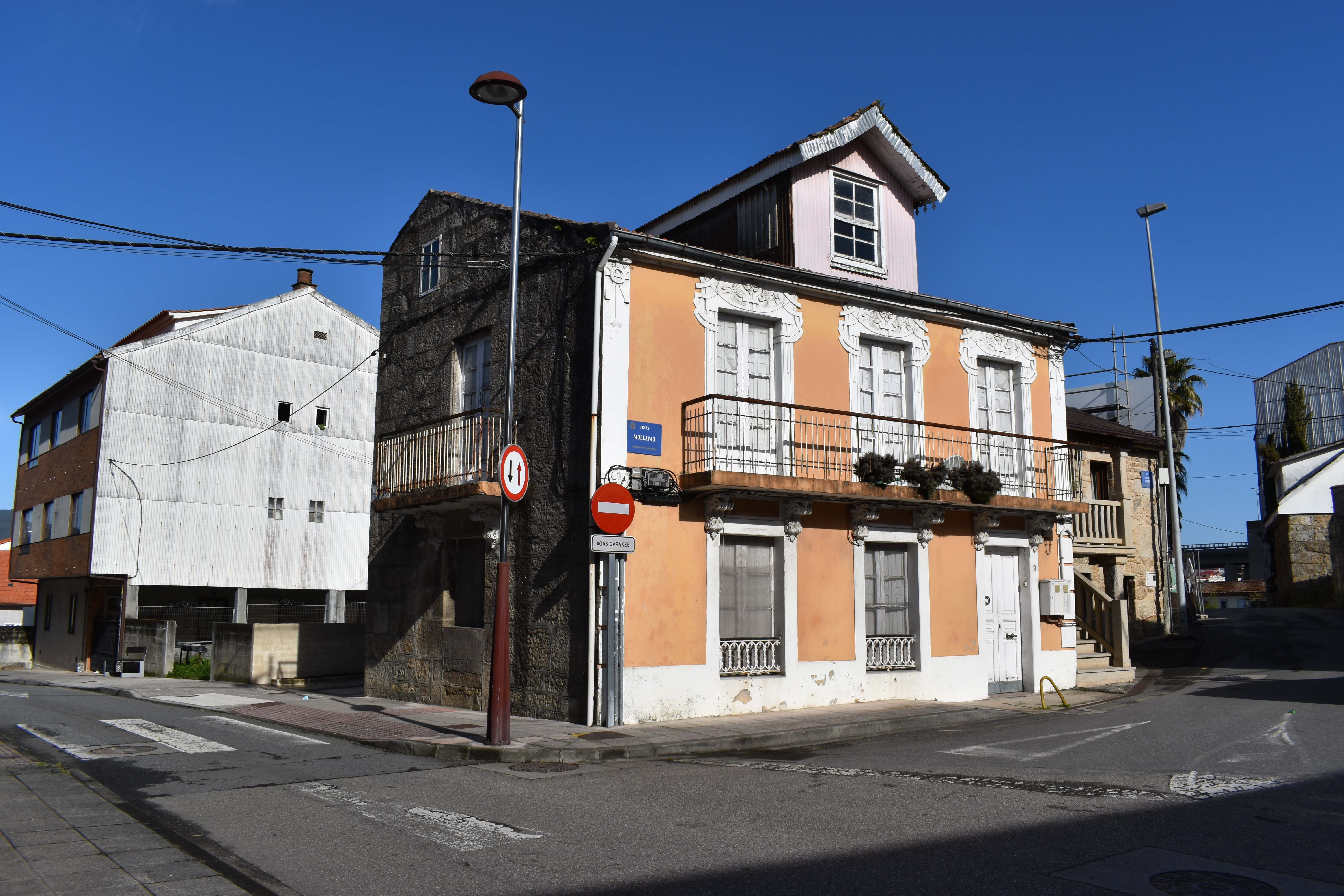
Praça de Mollavao
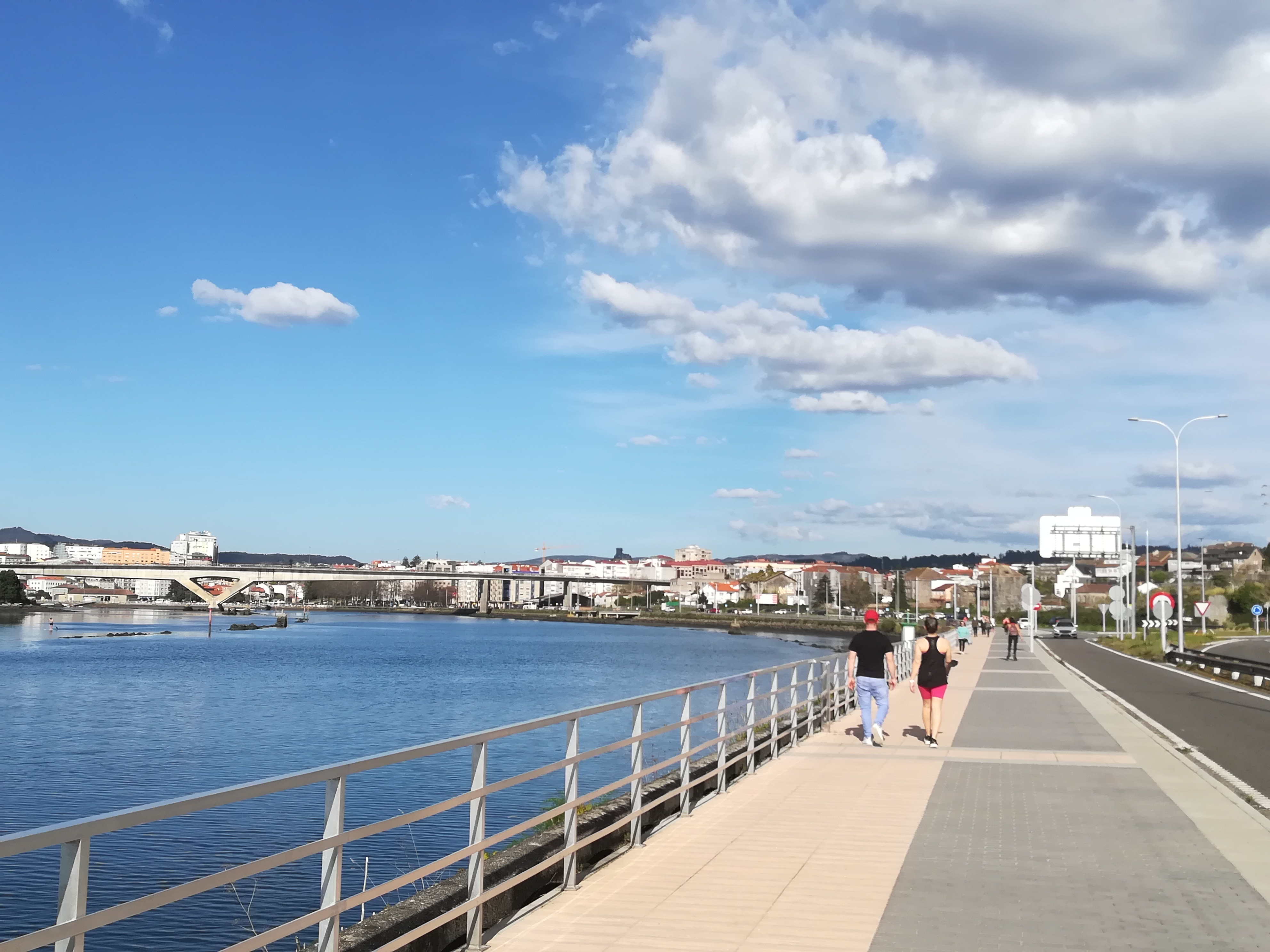
Passeio Marítimo de Pontevedra, com Mollavao à direita
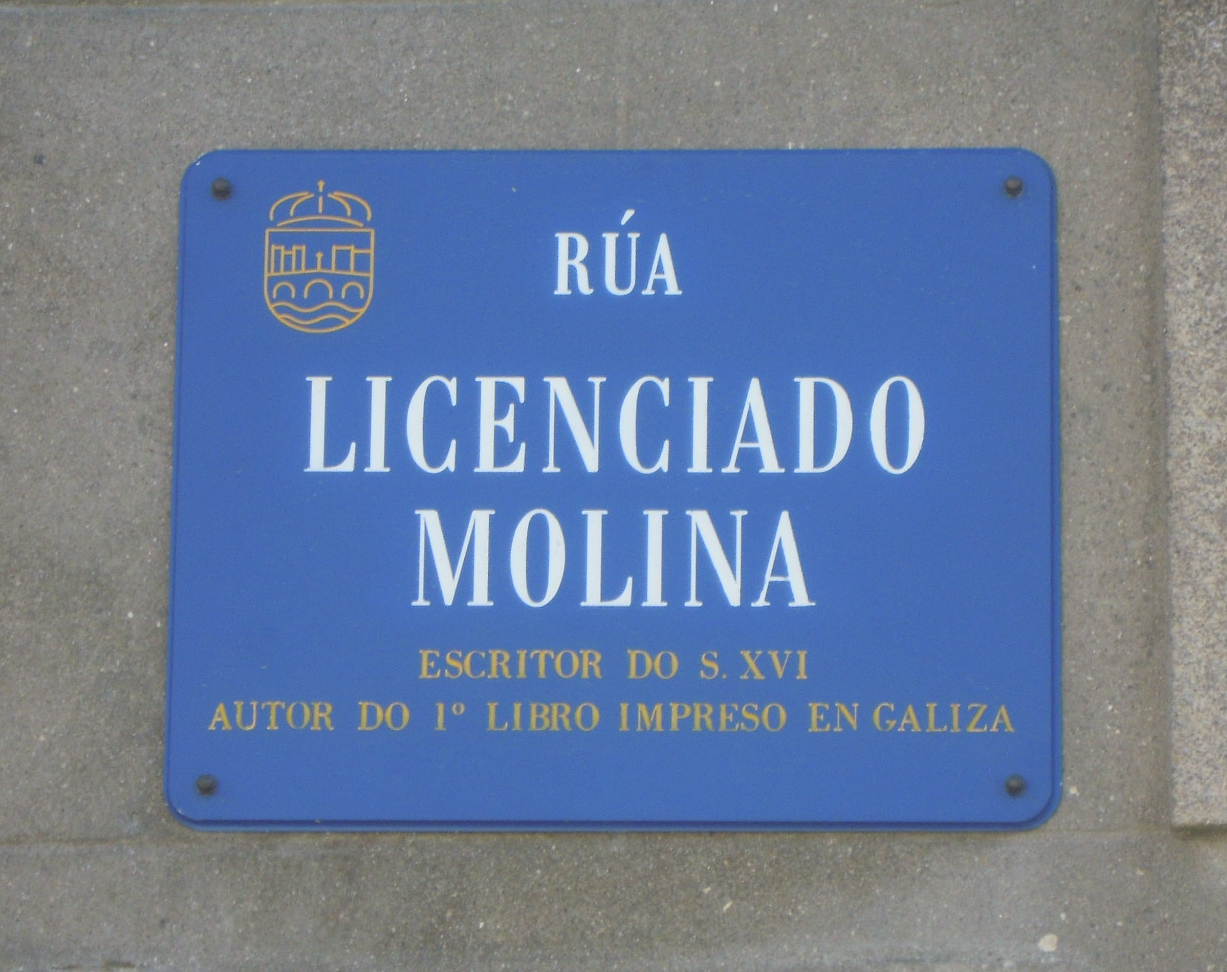
Placa da Rua Licenciado Molina
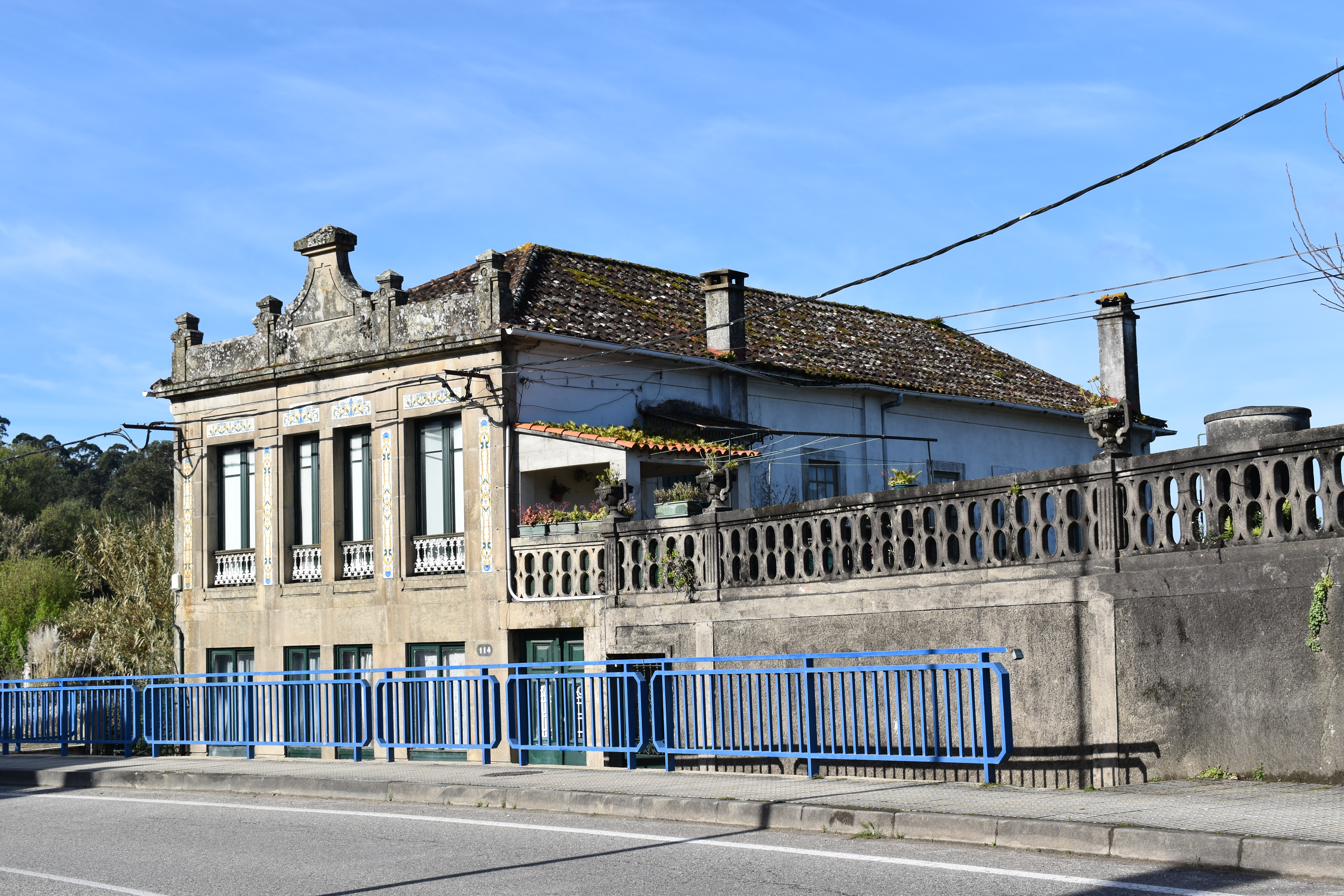
Villa Corona
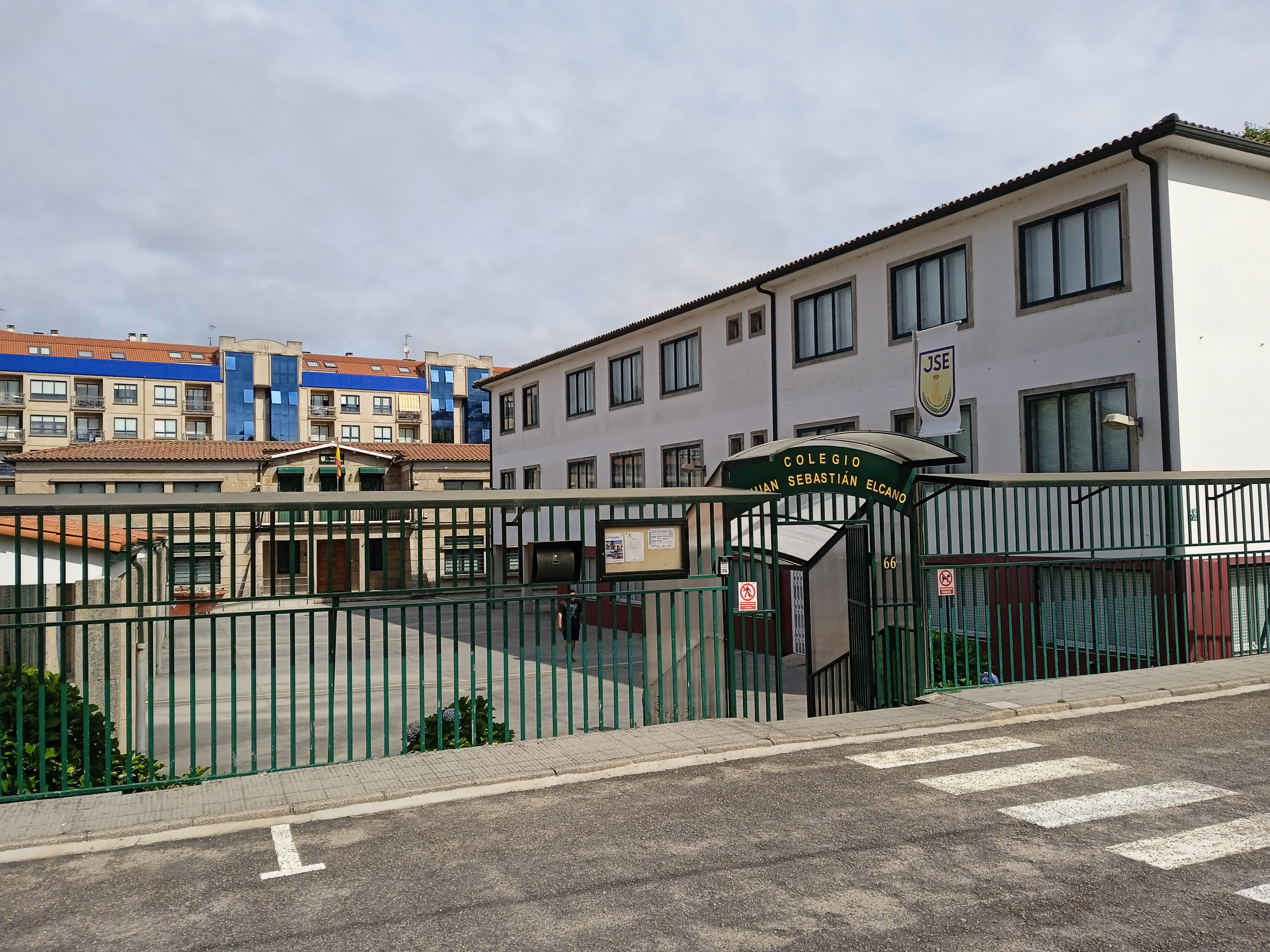
Escola Juan Sebastián Elcano
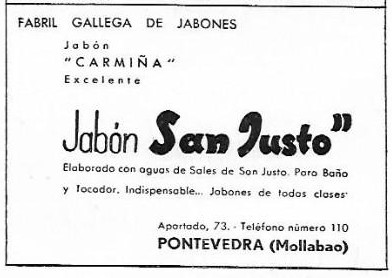
Publicidade do sabão San Justo (1939)

### Artigos relacionados
- Beira-mar de Pontevedra
- Campolongo